# Philipp Müller (Politiker, 1787)
Johann Philipp Christian Müller (* 21. Mai 1787 in Niederwildungen; † 8. November 1839 ebenda) war ein deutscher Apotheker, Bürgermeister und Politiker.

## Leben
Müller war der Sohn des Apothekers (Sonnenapotheke, Löwenapotheke) (Carl) Christian Philipp Friedrich Müller (* 6. September 1750 in Kleinern; † 2. Mai 1810 in Nieder-Wildungen) und dessen Ehefrau Anna Barbara Brey (* 13. Januar 1749 in Nieder-Wildungen; † 4. Mai 1810 ebenda). Er war evangelisch und heiratete am 27. Dezember 1812 in Kassel Rosine Wilhelmine Wild (* 7. April 1793 in Kassel; † 20. Februar 1851 in Nieder-Wildungen), die Tochter des Apothekers in Kassel Johann Rudolph (III.) Wild und der Dorothea Catharine Huber. Die gemeinsame Tochter Johanna Catharine heiratete Georg Müller.
Müller war Apotheker (Löwen-Apotheke) in Nieder-Wildungen, Im Jahr 1826 wurde er als Hofapotheker genannt. Er lehnte 1824 die Wahl zum Bürgermeister von Nieder-Wildungen ab, amtierte aber von 1826 bis 1829 und von 1830 bis 1838 als Bürgermeister der Stadt Nieder-Wildungen. Als solcher war er vom 7. Oktober 1826 bis zum 17. Oktober 1829 und von 1833 bis (Herbst) 1838 Mitglied des Landstandes des Fürstentums Waldeck.